# Radio Garden
Radio Garden es un proyecto de investigación digital y de radio neerlandés sin fines de lucro desarrollado de 2013 a 2016 por el Instituto del Sonido y la Visión de los Países Bajos (bajo la supervisión de Goal Föllmer, de la Universidad Martin Luther de Halle-Wittenberg), por la Transnational Radio Knowledge Platform y en colaboración con otras cinco universidades europeas de Países Bajos, Alemania, Dinamarca y Reino Unido. Nació como parte de una exhibición temporal. El objetivo era conectar personas de todo el mundo mediante experiencias compartidas. Es financiada por la asociación HERA. Según el servicio, la idea es reducir las fronteras a través de la radio. Ganó popularidad en 2016 cuando superó la marca de las 8,000 estaciones de radio registradas, y tal como se anunció en The Radio Conference 2016: Transnational Encounters, se volvió viral. En su sitio web se puede sintonizar cualquier emisora de radio del mundo emitida por internet incluyendo algunas estaciones web alternativas como TuneIn sin importar donde se encuentre el radioescucha siempre y cuando se disponga de una conexión a internet estable.